# Волохонский, Анри Гиршевич
Анри́ Ги́ршевич Волохо́нский (19 марта 1936, Ленинград, РСФСР, СССР — 8 апреля 2017, Хорб-ам-Неккар, Германия) — русский поэт, прозаик и переводчик, драматург, философ, учёный-эколог.

## Биография
Окончил Ленинградский химико-фармацевтический институт, аспирантуру Института озёрного рыбного хозяйства (ГосНИОРХ).
В течение двадцати четырёх лет работал в различных областях химии и экологии, автор научных трудов в этих областях. Участвовал в экспедициях на океаны, моря и озёра. На основании термодинамического (энтропийного) анализа предложил формулу для расчёта энергетической меры обеспеченности фитопланктона одним из элементов минерального питания.
В конце 1950-х начал писать стихи, песни и пьесы; публиковался в самиздате (начиная с машинописных книг середины 1960-х, выпускавшихся Владимиром Эрлем).
Только одно стихотворение было опубликовано в СССР — в 1971 году басня «Кентавр» в журнале «Аврора».
В конце 1973 года Волохонский получил разрешение на выезд в Израиль, где жил с января 1974 года. В Израиле работал на лимнологической станции на озере Кинерет, по результатам полевых исследований опубликовал научные труды. Как поэт публиковался в израильской и европейской периодике (журналы «Двоеточие», «Зеркало», «Солнечное сплетение», альманах «Саламандра»). В 1983 году в США вышла первая книга Волохонского «Стихотворения».
Осенью 1985 года сменил место жительство на западногерманский Мюнхен, где до августа 1995 года работал редактором отдела новостей «Радио Свобода», после чего переехал в Тюбинген. С 2004 года жил в городе Хорб, в городском районе Рексинген.
Сестра — известная переводчица художественной прозы с русского языка на английский Лариса Волохонская (работает совместно с мужем — Ричардом Пивером).
Жена, четверо детей.

## Творчество
Волохонскому принадлежит большое количество поэтических произведений, от иронических миниатюр до поэм, в которых эпические и мифологические мотивы подвергаются неожиданной обработке, сочетающей иронию с метафизикой. В раннем творчестве Волохонского преобладают басни и песни, многие из которых написаны совместно с Алексеем Хвостенко (общая подпись А. Х. В.).
Его стихам свойственны гротеск, ирония и пародийность; толчком к их возникновению может служить как философское положение, так и бытовое происшествие. В них ставится много вопросов, ответы на которые предлагаются лишь намеком, облеченным в изобилующий образами язык. Иногда эстетическое воздействие стихов Волохонского основывается исключительно на смелых словосочетаниях, неологизмах, на музыкальном звучании и дерзкой рифме.Вольфганг Казак
Из произведений наибольшую известность получило стихотворение «Город золотой» («Над небом голубым…»), написанное на музыку Владимира Вавилова и впоследствии исполненное Алексеем Хвостенко, Еленой Камбуровой, а потом Борисом Гребенщиковым и группой «Аквариум» в альбоме «Десять стрел».
Несколько текстов написаны Волохонским в прозе; из них наиболее известен роман «Роман Покойничек».
В эмиграции занимался также литературным переводом, выпустив книгу переложений из Катулла (1982), «БЛЕСК» — извлечения из книги «Зогар» (1994) и сборник фрагментов, переведённых из романа Джеймса Джойса «Поминки по Финнегану» (2000).
Согласно Михаилу Трофименкову, за пять лет Волохонский перевёл 40 из 628 страниц оригинала Джойса, прежде чем прекратить эту работу.
Записал ряд альбомов и песен вместе с известным рок-музыкантом Леонидом Фёдоровым:
- 2004 — Горы и реки — Волохонский, Фёдоров, Озерский, Волошин
- 2004 — Джойс — Волохонский, Фёдоров, Волков
- 2005 — Таял — Волохонский, Фёдоров, Волков, Мартынов, Озерский, А.Смуров, А.Молев
- 2008 — Сноп снов — Волохонский, Хвостенко, Фёдоров, Волков

Кроме того, Леонид Фёдоров включил его монолог в альбомы «Зимы не будет» (2000) и «Анабэна» (2001) под названием «Леди Дай». На записи Анри Волохонский диктует Фёдорову текст новой песни, посвящённой гибели принцессы Дианы, и комментирует его.
На протяжении 30 лет своей жизни Анри Волохонский занимался переводами богослужебных текстов. Началась эта работа в 1982 году по просьбе священника Михаила Аксенова-Меерсона, служившего в Храме Христа Спасителя в Нью-Йорке. Переводы были изданы в 2016 году.

## Литературное творчество
- 1977 — «Девятый Ренессанс». — Хайфа
- 1978 — «Стихи для Ксении». — Тивериада
- 1981 — «Четыре поэмы об одном». — Тивериада
- 1982 — «Гай Валерий Катулл. Новые переводы». — Иерусалим
- 1982 — «Роман-покойничек». — Нью-Йорк, изд. «Гнозис Пресс»
- 1983 — «Стихотворения». — Анн-Арбор
- 1984 — "Тетрадь Игрейны. — Иерусалим
- 1984 — «Басни А. Х. В.» — Париж. (Совместно с Алексеем Хвостенко)
- 1984 — «Бытие и Апокалипсис. Комментарий к книгам Бытия, Творения и Откровения Иоанна». — Иерусалим, Maler Publications
- 1986 — «Шкура бубна». — Иерусалим
- 1989 — «Стихи о причинах». — Германия (Изд-во «Вымысел», место не указано)
- 1990 — «Известь». — Париж, «Синтаксис»
- 1991 — «Повесть о великой любви Ланы и Тарбагатая». — Париж, «Синтаксис»
- 1992(?) — «Фома. Удивительная поэма о знаменитом схоласте…». — Кёльн (год не указан, одна дарственная надпись датирована 20.09.1992)
- 1994 — «Блеск. Извлечения из книги Зогар в переводе А. В.» — Германия
- 1994 — «Анютины грядки». — Пермь
- 2001 — «Тивериадские поэмы». — Москва
- 2004 — «Берлога пчёл». — Тверь. (Совместно с Алексеем Хвостенко)
- 2007 — «Воспоминания о давно позабытом». — Москва
- 2012 — Собрание произведений в 3-х т.. — Москва: Новое литературное обозрение, 2012. — ISBN 978-5-86793-997-7,. — ISBN 978-5-86793-998-4,. — ISBN 978-5-86793-999-1.
- 2016 — «Богослужебные тексты и псалмы на русском языке». — Москва
- 2016 — А. Х. В. «Всеобщее собрание произведений». — Москва, НЛО (совместно с Алексеем Хвостенко)

## Дискография
- 2004 — Горы и реки — Волохонский, Фёдоров, Озерский, Волошин.
- 2004 — Джойс — Волохонский, Фёдоров, Волков.
- 2008 — Сноп снов — Волохонский, Хвостенко, Фёдоров, Волков.

## Научные публикации
- Волохонский А. Г. Рыбохозяйственное изучение внутренних водоёмов (Л.), J* 3, 51 (1970); РЖХим, 1970.
- Волохонский А. Г. Генетический код и симметрия // Симметрия в природе. — Л., 1971. С. 371—375.
- Волохонский А. Г. О формальной структуре генетического кода // Современные проблемы цитологии и генетики № 6. Новосибирск, 1971.
- Волохонский А. Г. Структурные и энергетические аспекты проблемы дефицитности биогенных элементов // Экология. — 1973, вып. 2. — С. 5—11.
- Volokhonsky, H., Shmain, E. & Serruya, S.. Lake Kinneret water biotopes: a mathematical model of thermal stratification for ecological purposes. Ecological Modelling, 9, 91—120, 1980.
- Volokhonsky, H. Event-oriented approach to the ecological modeling of Lake Kinnereth. In: Hopkins, T. (Ed.): Quantitative analysis and simulation of Mediterranean coastal ecosystems: The Gulf of Neaples. A Case Study. Rome: FAO, 1983, pp. 91-120.